# Farallon de Pajaros
Farallon de Pajaros (ook wel: Uracas) (ligging: 20°5'N, 144°9'O) is een Oceanisch eiland, onderdeel van de regio Micronesië. Staatkundig gezien is het eiland een onderdeel van het Amerikaanse gebiedsdeel Noordelijke Marianen in de Grote Oceaan. Het is een van de toppen van vijftien vulkanische bergen die de eilandengroep de Marianen vormen. Farallon de Pajaros ligt ten noorden van de Maug-eilanden en ten zuiden van de Japanse Bonin- en Vulkaan-eilanden.
Farallon de Pajaros is een onbewoonde stratovulkaan. Het eiland heeft een diameter van 2 kilometer en het hoogste punt is 360 m. De vulkaan is minstens 16 keer uitgebarsten sinds 1864, voor de laatste keer in 1967. De meeste uitbarstingen waren explosief en ongeveer de helft produceerde lavastromen. Het is het westelijkste stukje grondgebied van de Verenigde Staten.